# Orthodox Presbyterian Church

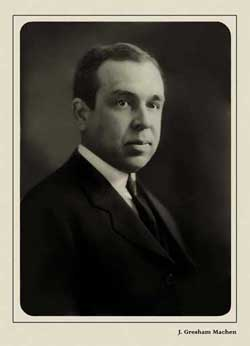
John Gresham Machen

De Orthodox Presbyterian Church is een conservatief presbyteriaans kerkgenootschap in de Verenigde Staten. Het kerkverband heeft 29.421 leden en is in 1936 ontstaan in Pennsylvania door onder meer John Gresham Machen. De 255 gemeenten bevinden zich in het gehele land, maar de grootste concentratie bevindt zich nog altijd in Pennsylvania.
Men gebruikt als Bijbelvertaling gedeeltelijk nog de King James Version. In 1938 is de Bible Presbyterian Church afgesplitst van de OPC. Dit kerkverband is conservatiever dan de OPC en telt 3.528 leden.

## Zending
Op het terrein van de zending is de Orthodox Presbyterian Church erg actief. De kerk heeft zendelingen in Japan, Kenia, Eritrea, Korea, het Midden-Oosten, de Filipijnen en Taiwan. In 2010 is het zendingswerk in Suriname overgenomen door de Nederlandse Hersteld Hervormde Kerk.